# Armand Lanusse
Armand Lanusse (Nueva Orleans, 1810- ibidem, 16 de marzo de 1868) fue un activista, educador y poeta estadounidense.

## Obra
- Les Cenelles, 1845, poemario que editó y escribió con otros 17 poetas afrocriollos de Luisiana.